# Wohn
Wohn ist ein Ortsteil im Stadtteil Bärbroich von Bergisch Gladbach. Erliegt südlich von Bärbroich an einem Quellast des Kotzbachs.

## Geschichte
Der Siedlungsname Wohn  geht auf eine frühneuzeitliche Hofstelle nach 1500 zurück. Im Urkataster ist sie als Im Wohn verzeichnet. Wohn hat sich aus dem althochdeutschen „wonan“ (=wohnen, leben, verweilen) bzw. dem mittelhochdeutschen „won/wone“ (= Wohnung, Aufenthalt) gebildet. Es bezeichnet entsprechend dem neuhochdeutschen Wohnung eine Wohnstätte bzw. ein Haus.
Aus Carl Friedrich von Wiebekings Charte des Herzogthums Berg 1789 geht hervor, dass Wohn zu dieser Zeit Teil der Honschaft Herkenrath im gleichnamigen Kirchspiel im Amt Porz war.
Unter der französischen Verwaltung zwischen 1806 und 1813 wurde das Amt Porz aufgelöst und Wohn wurde politisch der Mairie Bensberg im Kanton Bensberg zugeordnet. 1816 wandelten die Preußen die Mairie zur Bürgermeisterei Bensberg im Kreis Mülheim am Rhein.
Der Ort ist auf der Topographischen Aufnahme der Rheinlande von 1824 unbenannt und auf der Preußischen Uraufnahme von 1840 als Whn verzeichnet. Ab der Preußischen Neuaufnahme von 1892 ist er auf Messtischblättern regelmäßig als Wohn verzeichnet.
Aufgrund des Köln-Gesetzes wurde die Stadt Bensberg mit Wirkung zum 1. Januar 1975 mit Bergisch Gladbach zur Stadt Bergisch Gladbach zusammengeschlossen. Dabei wurde auch Wohn Teil von Bergisch Gladbach.
| Jahr | Einwohner | Wohn- gebäude | Kategorie |
| ---- | --------- | ------------- | --------- |
| 1845 | 5         | 1             | Bauergut  |
| 1871 | 2         | 22            | Hofstelle |
| 1885 | 14        | 2             | Wohnplatz |
| 1895 | 31        | 4             | Wohnplatz |
| 1905 | 9         | 1             | Wohnplatz |